# Coelodischela massa
Coelodischela massa är en svampdjursart som beskrevs av Claude Lévi 1983. Coelodischela massa ingår i släktet Coelodischela och familjen Guitarridae.
Artens utbredningsområde är havet kring Nya Kaledonien. Inga underarter finns listade i Catalogue of Life.